# Videojuego de táctica en tiempo real
Un videojuego de táctica en tiempo real o simplemente táctica en tiempo real (RTT del inglés real-time tactics) es un subgénero de videojuegos de tácticas bélicas jugadas en tiempo real simulando las consideraciones de movilidad operacional y tácticas militares. Se diferencia de la jugabilidad de los videojuegos de estrategia en tiempo real por la falta de gestión clásica de recursos y la creación de bases o unidades, así como la mayor importancia de las unidades individuales y el enfoque en tácticas complejas del campo de batalla.

## Características
Los videojuegos de estrategia en tiempo real típicos alientan al jugador a centrarse en la logística y la producción tanto o más que el combate, mientras que los videojuegos de tácticas en tiempo real generalmente no incluyen la recolección de recursos, la producción, la creación de bases o la gestión económica, centrándose en los aspectos tácticos y operacionales de la guerra, como las formaciones unitarias o la explotación del terreno para obtener una ventaja táctica. Los  videojuegos tácticos en tiempo real también se caracterizan por la expectativa de que los jugadores completen sus tareas usando solo las fuerzas de combate que se les proporcionan, y generalmente por la provisión de una representación realista (o al menos creíble) de tácticas y operaciones militares.
Esto contrasta con otros géneros de videojuegos de estrategia actuales. Por ejemplo, en los videojuegos de estrategia por turnos a gran escala, las batallas generalmente son abstractas y la jugabilidad es similar a la de los juegos de mesa relacionados. Los videojuegos de estrategia en tiempo real hacen menos hincapié en el realismo y se centran en la recolección y conversión de recursos en capacidades de producción para fabricar unidades de combate que luego se utilizan en confrontaciones generalmente altamente estilizadas. En contraste, el enfoque táctico y realista militar de los videojuegos de táctica en tiempo real y el ciclo comparativamente corto de riesgo/recompensa generalmente proporcionan una experiencia mucho más inmediata, intensa y accesible de tácticas de campo de batalla y combates que los videojuegos de estrategia de otros géneros.
Como lo sugiere el nombre del género, también es fundamental para los videojuegos de táctica en tiempo real la jugabilidad en tiempo real. El género tiene sus raíces en los juegos de guerra tácticos y en miniatura, donde los escenarios de batalla se recrean utilizando miniaturas o incluso fichas de papel simples. Estos juegos de mesa estaban, por necesidad, basados en turnos. Solo con el soporte informático se transpuso con éxito el juego por turnos y la estrategia al tiempo real. Los juegos de estrategia basada en turnos y las los juegos tácticos basados en turnos fueron los primeros candidatos obvios para ser implementados en computadoras; pero como la implementación en computadoras finalmente permitió conjuntos de reglas cada vez más complejos, algunos videojuegos se volvieron menos centrados en el intervalo de tiempo y más continuos hasta que finalmente se logró la jugabilidad en "tiempo real".

## Clasificación del género
Si bien algunas publicaciones se refieren a los videojuegos de táctica en tiempo real como un subgénero distinto de los videojuegos de estrategia o de estrategia en tiempo real, no todas las publicaciones lo hacen. Además, la terminología precisa es inconsistente. No obstante, se han hecho esfuerzos para distinguir los videojuegos de táctica en tiempo real de los videojuegos de estrategia en tiempo real. Por ejemplo, GameSpy describió a Axis & Allies (el videojuego de 2004) como un «verdadero videojuego de estrategia en tiempo real», pero con un alto nivel de realismo militar con características tales como organización de comando del campo de batalla y líneas de suministro. Un desarrollador de Close Combat dijo que su videojuego nunca aspiró a ser un videojuego de estrategia en tiempo real en el "sentido clásico", sino que fue más bien una "simulación táctica en tiempo real", que carece de características como la recopilación de recursos. Un desarrollador de Nexus: The Jupiter Incident comentó que su videojuego se llamaba "simulador de flota táctica" en lugar de "videojuego de estrategia en tiempo real tradicional", fijando su enfoque en la jugabilidad táctica y las unidades fijas al comienzo de cada misión.

### Comparación con los videojuegos de estrategia en tiempo real
En términos generales, la estrategia militar se refiere al uso de un amplio arsenal de armas que incluye recursos diplomáticos, informativos, militares y económicos, mientras que la táctica militar está más relacionada con los objetivos a corto plazo, como ganar una batalla individual. Sin embargo, en el contexto de los videojuegos de estrategia, la diferencia a menudo se reduce a los criterios más limitados de la presencia o ausencia de la creación de bases y la producción de unidades.
Los videojuegos de estrategia en tiempo real han sido criticados por una sobreabundancia de consideraciones tácticas en comparación con la cantidad de jugabilidad estratégica que se encuentra en tales videojuegos. Según Chris Taylor, diseñador principal de Supreme Commander, «[Mi primer intento de visualizar los videojuegos de estrategia en tiempo real de una manera nueva e interesante] fue darme cuenta de que aunque llamamos a este género "estrategia en tiempo real", debería haberse llamado "Táctica en tiempo real" con un poco de estrategia». Taylor continuó diciendo que su propio videojuego incluía elementos adicionales de un nivel estratégico más amplio.
En un artículo para GameSpy, Mark Walker dijo que los desarrolladores debían comenzar a buscar nuevas ideas fuera del género para que los videojuegos de estrategia sigan teniendo éxito en el futuro.
En un artículo para Gamasutra, Nathan Toronto critica los videojuegos de estrategia en tiempo real por tener a menudo solo un medio válido de victoria: el desgaste, al compararlos de manera desfavorable con los videojuegos de táctica en tiempo real. Según Toronto, la conciencia de los jugadores de que su única forma de ganar es militarmente hace que sea poco probable que respondan a los gestos diplomáticos; el resultado es que el ganador de un videojuego de estrategia en tiempo real es muy a menudo el mejor táctico que el mejor estratega. Troy Goodfellow contesta estos dichos diciendo que el problema no es que los videojuegos de estrategia en tiempo real carezcan de elementos estratégicos (él llama el desgaste como una forma de estrategia); más bien, es que con demasiada frecuencia dependen de la misma estrategia: producir más rápido de lo que consumes. También dice que la creación y gestión de ejércitos es la definición convencional de la estrategia en tiempo real, y que es injusto hacer comparaciones con otros géneros cuando rompen lo convencional.